# 구아루자

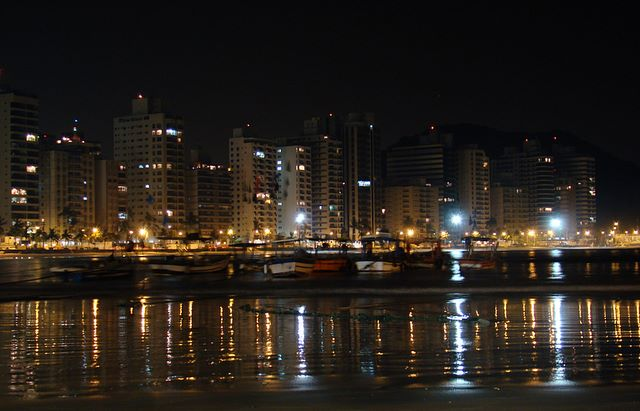
구아루자

구아루자의 위치

구아루자(포르투갈어: Guarujá)는 브라질 상파울루주의 도시로 면적은 142.589km2, 높이는 4m, 인구는 296,150명(2007년 기준), 인구 밀도는 2,076.94명/km2이다. 도시가 설립된 시기는 1934년 6월 19일이다.

## 자매 도시
- 포르투갈 카스카이스